# Emmanuel Pi Djob
Emmanuel Djob, de son nom de scène Emmanuel Pi Djob ou Pi Djob, est un musicien et auteur-compositeur-interprète camerounais établi en France, né le 13 mars 1963 à Dibang au Cameroun.
Après des débuts principalement consacrés au gospel, il entame une carrière solo soul - blues - funk vers les années 2010.

## Biographie

### Enfance et adolescence
Emmanuel Pi Djob est un prince Ndog Sul du peuple Bassa du Cameroun.
Il s’intéresse à la musique dès l’âge de 5 ans. Vers 7 ans, il découvre la guitare dont il apprend à jouer seul, comme plus tard, des claviers. Il commence le chant à l’âge de 12 ans, à la chorale de l’église Marie Gocker à Yaoundé. Il y apprend le chant, la gestuelle, l’interprétation, l’harmonie, la composition, la direction de chœur ainsi que la gestion des individualités. À l'adolescence, il joue dans de petits groupes musicaux de copains, principalement des quartets vocaux masculins.

### Carrière gospel
Lors de ses études universitaires d'économie, la rencontre avec d’autres étudiants africains venus poursuivre leurs études à Yaoundé va donner naissance au groupe de gospel panafricain Bayembi’s International.
À 20 ans, il part en France pour y poursuivre des études d'économie et de droit, à Toulouse puis à Orléans. En 1986, il crée un groupe avec des chanteurs camerounais et français, Black & White Quartet.
Au début des années 1990, le groupe s'agrandit pour devenir Black & White Gospel Singers, et joue en France, en Afrique et au Canada jusqu’au début des années 2000. En 2002, le groupe prend une dimension plus internationale tournée vers la world music et s'appelle dorénavant Black & White Xperience. Emmanuel Pi Djob est l'un des initiateurs du mouvement «Go-gospel» en Europe, un nouveau style mélangeant les racines du gospel aux musiques du monde. Il est toujours membre actif du groupe By The Gospel River (un quatuor masculin de Gospel «old school»).
Il a régulièrement chanté comme soliste avec Gospel Pour Cent Voix.
Il crée et dirige aussi plusieurs chœurs d'amateurs. Entre autres, en novembre 1994, il crée le chœur Gospelize It ! Mass Choir , un chœur semi-professionnel de réputation européenne, autour de sa musique et d'un son qui lui est propre. Il transmet la direction de ce chœur à Emma Lamadji en 2010, afin que son répertoire original puisse être perpétué. Il est l'un des fondateurs de Massilia Gospel Experience, l'école de gospel de Marseille. En 2011, il crée le chœur grenoblois Gospel Move, qu'il dirige jusqu'en 2013. Il crée aussi le chœur Montaud Vocal, dans le village de Montaud près de Montpellier. Il intervient fréquemment dans des chœurs gospel en France, en Espagne et en Belgique pour transmettre son répertoire et son savoir, à travers des stages et des concerts. Les choristes ayant participé à ces divers groupes se réunissent en janvier 2016 pour former, au nombre de 500, l'Afro Soul Mass Choir, qui l'accompagne lors d'un grand concert au Zénith-Sud de Montpellier (voir sous-section suivante "Carrière solo").

### Carrière solo
Projet Seven Minutes: lors d’un voyage à Bruxelles, il rencontre trois musiciens ex-membres du groupe Wallace Collection, qui lui proposent un album concept sur la peine de mort, un projet mélangeant différentes formes musicales: le blues, la soul, le rythm n’ blues, la musique de film et les sons pop-rock. Ce projet aboutit en décembre 2008 avec la sortie d’un album autoproduit.
À partir de 2010, Emmanuel Pi Djob se consacre de plus en plus à sa carrière solo, dans un style mélangeant blues, soul et funk et marqué par l'influence afro-américaine du gospel. Il se produit principalement en France, mais aussi en Espagne, en Belgique, au Cameroun et en Côte d'Ivoire.
Son premier spectacle solo, From Jailnight to light, est tiré de l'album Seven minutes et des deux albums suivants sortis en 2010 et regroupés sous la dénomination Terrassa's Conversessions.
Puis, à la suite du passage dans l'émission The Voice sur TF1 (voir section plus bas), vient le spectacle Me and Ray, de 2013 à 2015, dans lequel il interprète des compositions personnelles et des reprises de Ray Charles.
En 2015, il sort l'album Get on Board !, un album empreint de sensualité et de spiritualité et abordant des thèmes d'actualité tels que les questions d'identité. Il comprend une majorité de titres en anglais ainsi que quelques titres en français coécrits avec Francis Lalanne. La sortie de cet album est accompagnée d'un grand concert au Zénith-Sud de Montpellier, avec Rhoda Scott et Francis Lalanne en invités, 500 choristes, et traduit en langue des signes.
En 2017, il sort un nouvel album afro-soul, Get on Board! Deluxe Edition, une version revisitée de Get on Board! (avec notamment un duo avec Marianne Aya Omac) et avec cinq nouveaux titres.

### Participation à d'autres projets
En 1993, il participe avec son groupe Black & White Gospel Singers à l'enregistrement de l'album "Jigeen", du groupe de reggae montpelliérain Fitt Band Experience. Il rejoint ce groupe en 1994 comme claviériste et voix de choeur, jusqu'en 2000,,.
D'autres artistes ou projets font appel à lui pour des collaborations discographiques, dont certaines d’envergure internationale :  Rinôcérôse, John Adams,, etc. Il écrit la musique des spectacles Au-delà des frontières et Clameur des Arènes, du chorégraphe Sana Saliou, dans lesquels il joue sur scène.
Il écrit la bande originale des films Le Dernier Clan et Faeryland  de Magà Ettori, deux films dans lesquels il tient aussi un rôle,.
Il partage régulièrement la scène avec de nombreux artistes, allant de chorales de gospel amateurs à des artistes de renom tels que Franck Sitbon,  Richard Epessé, Linda Lee Hopkins, Rhoda Scott, etc. Il participe à la tournée de concerts Duke Ellington's Sacred Concerts par Laurent Mignard Duke Orchestra sur les musiques sacrées de Duke Ellington. Il joue et chante lors des concerts/conférences La leçon de jazz de Antoine Hervé.
Il chante quand il le peut pour des causes humanitaires, comme avec le groupe Percujam composé de jeunes autistes, ou pour Sourires et Solidarités d'Afrique.

### Participation à l'émissionThe Voice, la plus belle voix
En 2013, le 23 février, il se présente au casting de la saison 2 de The Voice, la plus belle voix devant plus de 8,7 millions de téléspectateurs. Il convainc  tous les membres du jury qui se sont retournés lors de son interprétation de Georgia on My Mind. Il choisit Garou comme coach.
Après la battle contre Ralf Hartmann (A Whiter Shade of Pale de Procol Harum - 23 mars - 7 460 000 téléspectateurs) viennent les primes :
- prime 1: L’encre de tes yeux de Francis Cabrel - 13 avril - 7 273 000 téléspectateurs[44],
- prime 3: I can see clearly now de Johnny Nash - 27 avril 6 473 000 téléspectateurs[45],
- prime 4: Tears in Heaven de Eric Clapton - 4 mai - 6 770 000 téléspectateurs)[46].

Il arrive en demi-finale ( Déjeuner en paix de Stephan Eisher - 11 mai - 6 860 000 ),.
Il participe ensuite à la tournée 2013, qui, après la France métropolitaine, part à Tahiti, en Nouvelle-Calédonie et se termine au Liban dans le cadre du Festival international de Jounieh.
Il fait la première partie du concert de Montpellier de la tournée 2014.

## Discographie
Albums solo
- 2008: Cor Gospel de Gracia (avec un chœur de gospel barcelonais) (Temps Record 2008)
- 2009: Seven Minutes - (Quai Des Sons 2009)
- 2010: Remember - Terrassa’s Conversessions volume 1 - (Temps Record 2010)
- 2010: The Miracle of Life - Terrassa’s Conversessions volume 2 - (Temps Record 2010)
- 2015: Get on Board !
- 2017: Get on Board! Deluxe Edition

Albums en groupe
- 2001: Praise Jah Almighty - Black and White Gospel Singers
- 2004: Look to God - Black and White Gospel Singers
- 2005: By the Gospel River... - By The Gospel River[54]
- 2010: Invitation - By the Gospel River[55]
- 2014: The Shore - Black and White Xperience
- 2015: I'm going home - Black and White Quartet

Singles
- 2013: Georgia on my mind[56]  de Hoagy Carmichael et  Stuart Gorrell - The Voice 2013 - (Mercury Music Group 2013)
- 2013: Tears in Heaven de Eric Clapton - The Voice 2013 - (Mercury 2013 France)
- 2013: Déjeuner en paix de Stephan Eisher- The Voice 2013 - (Mercury 2013 France)

Participations et featurings
- 1993: Jigeen du groupe de reggae Fitt Band Experience, avec le groupe Black & White Gospel Singers
- 1996: M'baar du groupe de reggae Fitt Band Experience (clavier et choeurs)[24],[25],[26]
- 1999: Four songs et Christian Zeal and Activity de John Adams - Orchestre Philharmonique de Montpellier - direction René Bosc[57]
- 2002: Music kills me, Lost love et Brian Jones: Last picture - Rinôçerose (sur l'album Music kills me)[58]
- 2005: My Demons - Rinôçérôse (sur l'album Schizophonia)[59],[60]
- 2012: Stir it up - sur l'album Think Pink de Dani Alonso
- 2013: Live au Grand Angle de Voiron 2013 avec le chœur Gospel Move[61]
- 2015: Duke Ellington Sacred Concert - Laurent Mignard et Duke Orchestra[62]
- 2016: Itaba - Stéphane Manga (sur l'album Muna)
- 2017: My Desire et  A Man Nyambe / Ahuna - Entre Ciel et Terre (sur l'album Twenty)

Auteur-compositeur
- 2008: Natural born stranger - 4 titres sur cet album de la chanteuse Rachel Ratsizafy[10]
- 2012: Au-delà des frontières - musique du spectacle de Sana Saliou[29]
- 2012: Le dernier clan - bande originale du film de Magà Ettori[32]
- 2014: Clameur des Arènes - musique du spectacle de Sana Saliou[30]
- 2016:  Faeryland - bande originale du film de Magà Ettori[35]

## DVD
- 2010: La 1re Grande Nuit du Gospel - concert live organisé par l'Association GOSPEL31[63]
- 2012: Barcelona 2012 - concert live - Festival of Gospel Music[64]
- 2013: The gospel train's coming ... get on board  - By The Gospel River - concert live enregistré lors de la 2e Grande Nuit du Gospel au Parc des Expositions de St-Gaudens[65]
- 2015: Duke Ellington Sacred Concert - Laurent Mignard et Duke Orchestra[62]
- 2016: Emmanuel Pi Djob & AfroSoulGang + 500 choristes - DVD Concert live du 30/01/2016 au Zénith de Montpellier

## Filmographie
- 2012 : Le Dernier Clan de Magà Ettori : Daddy[32]
- 2016 :  Faeryland de Magà Ettori : un employé de cirque activiste[35]